# Parallelia erectata
Parallelia erectata là một loài bướm đêm trong họ Erebidae.